# Черноглава саймири
Черноглавата още боливийска саймири (Saimiri boliviensis) е вид бозайник от семейство Капуцинови (Cebidae) живеещ в Южна Америка, намерен в Боливия, Бразилия и Перу. Има я в много зоологически градини като например тази на Лондон, Копенхаген, Окланд и Апенхелският зоопарк за примати.

## Разпространение
Видът е разпространен в Боливия, Бразилия (Акри и Амазонас) и Перу.